# Raeme (Ort)
Raeme ist ein osttimoresischer Ort im Suco Vatuvou (Verwaltungsamt Maubara, Gemeinde Liquiçá).

## Geographie und Einrichtungen
Das Dorf liegt im Nordwesten der Aldeia Raeme in einer Meereshöhe von 13 m, an der Küste der Sawusee. Die Küstenstraße, die Maubara im Westen mit Vila de Liquiçá und Dili im Osten verbindet, führt durch den Ort, der sich von der Küste nach Süden hin ausdehnt. Östlich befindet sich das Dorf Vatu-Nau, westlich das Dorf Samanaru. In Raeme mündet der Palua in die Sawusee.
In Raeme befindet sich das Instituto Nacional de Pescas e Aquicultura de Timor-Leste (INPA-TL).